# Cornelis Brouwer
Pour les articles homonymes, voir Brouwer.
Cornelis Brouwer  (ca. 1615 – 1681) est un peintre de l'âge d'or de la peinture néerlandaise.

## Biographie
Cornelis Brouwer est né vers 1615 à Rotterdam.
Il est l'élève de Rembrandt et un ami d'Eglon van der Neer, le maître d'Adriaen van der Werff pendant trois ans.
Il accompagne Van der Neer et son élève dans leur voyage à Leyde et Amsterdam ; il fait ainsi plus ample connaissance de Van der Werff de qui il se fait faire le portrait pour lancer sa carrière en le montrant à ses relations dans le monde de l'art à Rotterdam, lesquels sont impressionnés par l'habileté du jeune homme.
Brouwer est connu pour ses scènes de genre et ses allégories historiques réalisées dans l'atelier de Rembrandt. Il est parfois confondu avec Justus Brouwer.
Cornelis Brouwer meurt le 24 août 1681 à Rotterdam.